# Meihekou
Meihekou (梅河口 ; pinyin : Méihékǒu) est une ville de la province du Jilin en Chine. C'est une ville-district placée sous la juridiction administrative de la ville-préfecture de Tonghua.

## Démographie
La population du district était de 610 399 habitants en 1999.